# Seznam obcí v Česku, C
Toto je seznam obcí v Česku začínajících na písmeno C.
Tento seznam je generován z údajů na Wikidatech a je pravidelně aktualizován botem.
 Úpravy provedené v seznamu budou při příští aktualizaci odstraněny!
| #  | Článek                 | Počet obyvatel | Rozloha (km2) | Okres                   |
| -- | ---------------------- | -------------- | ------------- | ----------------------- |
| 1  | Cvikov                 | 4 479          | 45,05         | okres Česká Lípa        |
| 2  | Cerhenice              | 1 808          | 10,64         | okres Kolín             |
| 3  | Církvice               | 1 311          | 10,13         | okres Kutná Hora        |
| 4  | Cítov                  | 1 244          | 15,81         | okres Mělník            |
| 5  | Cerhovice              | 1 163          | 8,1           | okres Beroun            |
| 6  | Cítoliby               | 1 057          | 6,82          | okres Louny             |
| 7  | Citice                 | 874            | 5,41          | okres Sokolov           |
| 8  | Cerekvice nad Loučnou  | 852            | 8,29          | okres Svitavy           |
| 9  | Cvrčovice              | 786            | 2,49          | okres Kladno            |
| 10 | Cerekvice nad Bystřicí | 777            | 8,29          | okres Jičín             |
| 11 | Cetkovice              | 756            | 8,53          | okres Blansko           |
| 12 | Cvrčovice              | 652            | 9,29          | okres Brno-venkov       |
| 13 | Citonice               | 597            | 8,94          | okres Znojmo            |
| 14 | Citov                  | 527            | 3,74          | okres Přerov            |
| 15 | Cizkrajov              | 513            | 25,76         | okres Jindřichův Hradec |
| 16 | Cejle                  | 510            | 12,69         | okres Jihlava           |
| 17 | Cehnice                | 500            | 14,69         | okres Strakonice        |
| 18 | Cotkytle               | 401            | 18,64         | okres Ústí nad Orlicí   |
| 19 | Ctiněves               | 379            | 5,48          | okres Litoměřice        |
| 20 | Císařov                | 318            | 2,99          | okres Přerov            |
| 21 | Cetoraz                | 304            | 12,04         | okres Pelhřimov         |
| 22 | Ctiboř                 | 301            | 9,43          | okres Tachov            |
| 23 | Ctidružice             | 291            | 12,66         | okres Znojmo            |
| 24 | Cebiv                  | 269            | 10,61         | okres Tachov            |
| 25 | Ctětín                 | 247            | 7,53          | okres Chrudim           |
| 26 | Cerekvička-Rosice      | 203            | 9,01          | okres Jihlava           |
| 27 | Cetechovice            | 189            | 7,49          | okres Kroměříž          |
| 28 | Cep                    | 182            | 35,51         | okres Jindřichův Hradec |
| 29 | Crhov                  | 168            | 3,65          | okres Blansko           |
| 30 | Cetyně                 | 165            | 3,51          | okres Příbram           |
| 31 | Cekov                  | 160            | 4,29          | okres Rokycany          |
| 32 | Církvice               | 156            | 2,45          | okres Kolín             |
| 33 | Ctiboř                 | 153            | 3,92          | okres Benešov           |
| 34 | Cerhonice              | 145            | 9,51          | okres Písek             |
| 35 | Ctiměřice              | 138            | 1,66          | okres Mladá Boleslav    |
| 36 | Cetenov                | 111            | 6,05          | okres Liberec           |
| 37 | Cikháj                 | 110            | 21,35         | okres Žďár nad Sázavou  |
| 38 | Cidlina                | 81             | 8,74          | okres Třebíč            |